# 张沛霖
张沛霖（1917年12月27日—2005年9月15日），山西平定人，中国物理冶金学家，中国科学院院士。

## 生平
1940年毕业于国立西北工学院。任职于云南钢铁厂。1944年考取公费留学，1945年进入英国谢菲尔德大学冶金系，并于1949年获博士学位。1951年回国，任中国科学院金属研究所研究员、副所长，北洋大学冶金系教授。1956年8月，加入中国共产党。1963年后，历任第二机械工业部冶金总工程师，核工业部核燃料局总工程师，核工业总公司科学技术委员会顾问、高级顾问。还曾任中国核学会第一、二届常务理事，中国核材料学会第一、二、三届理事长。1980年，当选为中国科学院学部委员（院士）。
2005年9月15日在北京病逝，享年87岁。